# Lobélia-nektármadár
A lobélia-nektármadár (Nectarinia johnstoni) a madarak osztályába a verébalakúak rendjébe és a nektármadárfélék családjába tartozó faj.

## Rendszerezése
A fajt George Ernest Shelley angol geológus és ornitológus írta le 1885-ben.

## Alfajai
- Nectarinia johnstoni johnstoni (Shelley, 1885) - nyugat-Kenya és észak-Tanzánia
- Nectarinia johnstoni dartmouthi (Ogilvie-Grant, 1906) - a Kongói Demokratikus Köztársaság keleti része, délnyugat-Uganda és nyugat-Ruanda
- Nectarinia johnstoni nyikensis (Delacour, 1944) - dél-Tanzánia, északkelet-Zambia és észak-Malawi
- Nectarinia johnstoni itombwensis (Prigogine, 1977) - az Itombwe-hegység (a Kongói Demokratikus Köztársaság déli részén) [2]

## Előfordulása
Kenya, a Kongói Demokratikus Köztársaság, Malawi, Ruanda, Tanzánia, Uganda  és Zambia területén honos. 
Természetes élőhelye szubtrópusi vagy trópusi hegyvidéki esőerdők, szavannák, gyepek és cserjések. Állandó, nem vonuló faj.

## Megjelenése
A hímnek és a tojónak egyaránt skarlátszínű tollpamacsa van a melle két oldalán, hosszú középső farktollal viszont csak a hím rendelkezik. A hím testhossza 25,5–30,5 centiméter, a tojóé 14–15 centiméter.

## Életmódja
Kizárólag hegyoldalakon fészkel, ahol az óriáslobéliák és a csodafenyők virágainak nektárját szívogatja. Táplálékának nagyobbik részét azonban rovarok (főként legyek) teszik ki, amelyeket a levegőben kap el.

## Természetvédelmi helyzete
Az elterjedési területe nagy, egyedszáma pedig stabil. A Természetvédelmi Világszövetség Vörös listáján nem fenyegetett fajként szerepel.